# Biri, Norge
Biri är en tätort i Gjøviks kommun i Innlandet fylke i Norge. Orten utgjorde tidigare centralort i dåvarande Biri kommun i Oppland fylke.